# Meteorus varicosus
Meteorus varicosus är en stekelart som beskrevs av Trevor Huddleston 1983. Meteorus varicosus ingår i släktet Meteorus och familjen bracksteklar. Inga underarter finns listade i Catalogue of Life.